# سیارک ۱۳۲۷۲
سیارک ۱۳۲۷۲ (به انگلیسی: 13272 Ericadavid، نامگذاری:1998QH37) سیزده هزار و دویست و هفتاد و دومین سیارک کشف شده‌است که در ۱۷ اوت ۱۹۹۸ کشف شد.
قدر مطلق سیارک برابر ۱۳.۵ است.